# 나그 (미사일)

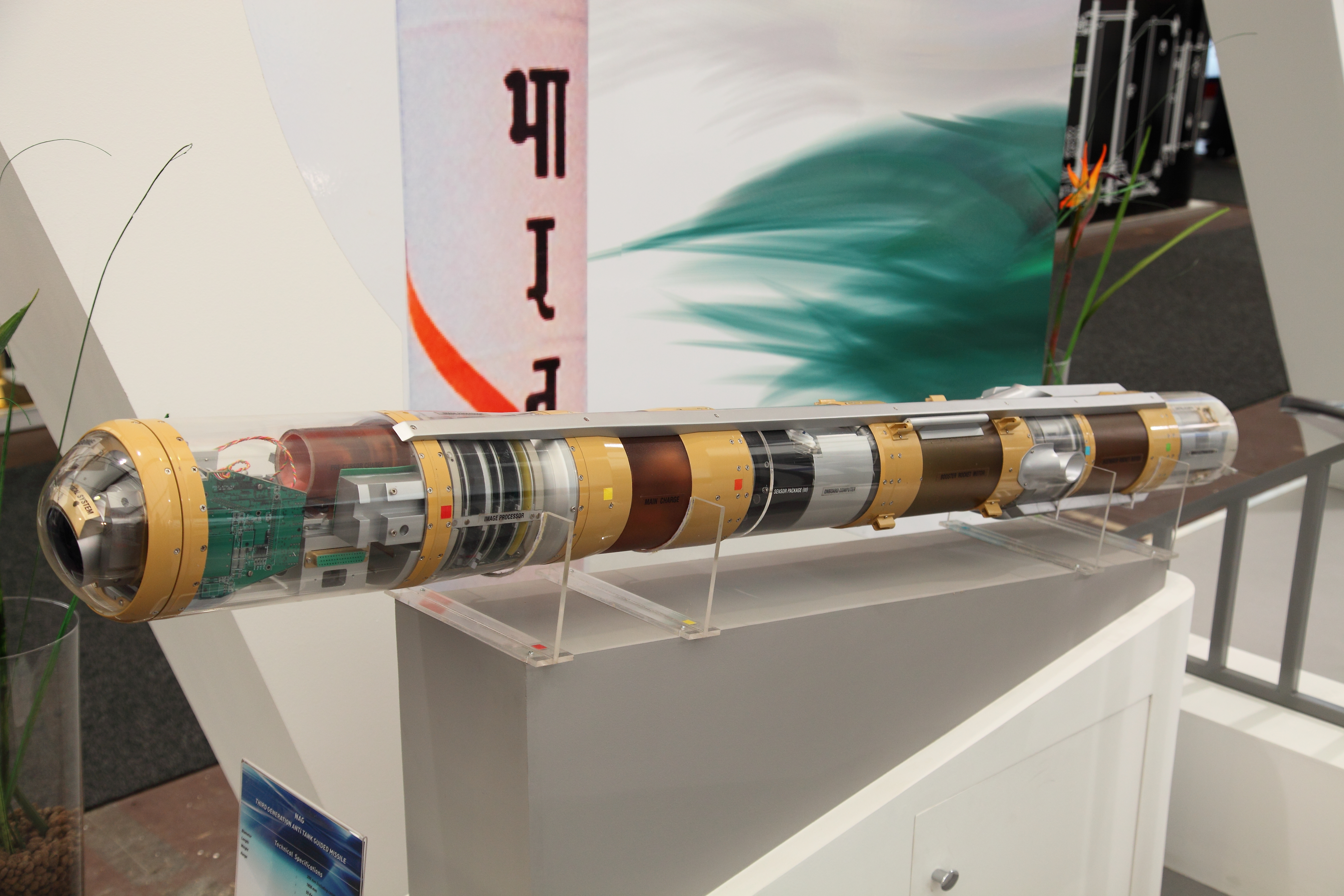
2012년

나그 미사일(Nag)은 인도의 대전차 미사일이다. 미국 헬파이어와 무게가 같다. 지상발사형은 사거리 4 km, 공중발사형은 사거리 8 km이다.

## 같이 보기
- 미사일 목록